# Niasoma
Niasoma là một chi bướm đêm thuộc phân họ Tortricinae của họ Tortricidae.

## Các loài
- Niasoma metallicana (Walsingham, 1895)